# Krasów (gmina)
Krasów – dawna gmina wiejska w powiecie lwowskim województwa lwowskiego II Rzeczypospolitej (1934–1939), a także jednostka podziału administracyjnego Generalnego Gubernatorstwa w latach 1941–1944, wchodząca w skład dystryktu galicyjskiego. Siedzibą gminy był Krasów.
Gminę utworzono 1 sierpnia 1934 r. w ramach reformy na podstawie ustawy scaleniowej z dotychczasowych gmin wiejskich: Brodki, Głuchowiec, Krasów, Lindenfeld, Lubiana, Nowosiółki, Podciemne, Polana, Rakowiec i Reichenbach.
W latach 1939–1941 zniesiona, będąc okupowana przez ZSRR, gdzie nie funkcjonowały gminy zbiorowe (vide rejon szczerzecki).
W 1941 roku reaktywowana na skutek wojny niemiecko-radzieckiej, po zajęciu obszaru przez władze hitlerowskie. Gmina weszła w skład powiatu lwowskiego (Kreishauptmannschaft Lemberg), należącego do dystryktu Galicja w Generalnym Gubernatorstwie, gdzie została zmodyfikowana w porównaniu ze stanem sprzed wojny. Gminę Krasów powiększono o gromady Czerkasy, Honiatycze, Horbacze, Kahujów i Werbiż, należące pzed wojną do (niereaktywowanej) gminy Czerkasy oraz o gromady Dobrzany i Dornfeld, należące przed wojną do (niereaktywowanej) gminy Ostrów. Gminę Krasów zmniejszono natomiast o gromadę  Podciemno, która weszła w skład nowej gminy Milatycze. Ludność gminy w 1943 roku wynosiła 10.316.
| Gmina w Landkreis Lemberg | Miejscowości / gromady                                                                                              | Gmina (II RP) | Powiat (II RP) | Rejon w ZSRR (1939–1941) |
| ------------------------- | --- | ------------- | -------------- | ------------------------ |
| Krasów                    | Czerkasy, Honiatycze, Horbacze, Kahujów, Sajków i Werbiż                                                            | Czerkasy      | lwowski        | szczerzecki              |
| Krasów                    | Dobrzany i Dornfeld                                                                                                 | Ostrów        | lwowski        | szczerzecki              |
| Krasów                    | Brodki, Głuchowiec, Huta Szczerzecka, Krasów (z Reichenbach), Lubiana (z Lindenfeld), Nowosiółki, Polana i Rakowiec | Krasów        | lwowski        | szczerzecki              |
| Milatycze                 | Podciemno | Krasów        | lwowski        | szczerzecki              |
| Milatycze                 | Kuhajów, Milatycze, Sołonka, Wołków, Zagórze i Żyrawka                                                              | Sokolniki     | lwowski        | sokolnicki               |
| Milatycze                 | Czerepin, Siedliska i Tołszczów                                                                                     | Dawidów       | lwowski        | winnikowski              |

Po II wojnie światowej obszar gminy został włączony do Ukraińskiej SRR.